# Esteban de Arteaga
Esteban de Arteaga y López (Moraleja de Coca, provincia de Segovia, 26 de diciembre de 1747-París, 30 de octubre de 1799), jesuita, escritor, esteta y musicólogo español del Prerromanticismo.

## Biografía
No llegó a tomar órdenes sagradas porque tuvo que interrumpir sus estudios al ser expulsados los jesuitas de España; así que debe considerársele abate y no sacerdote, como por error se suele repetir a menudo. Estuvo un tiempo con sus compañeros en Córcega y dos años después abandonó la orden para poder regresar a España, pero no se le concedió permiso y vivió desterrado hasta su muerte. Entonces se trasladó a la Universidad de Bolonia, donde estudió Filosofía, pero también Ciencias, Matemáticas y Teología entre 1773 y 1778; le atrajo en especial el pensamiento de los empíricos (John Locke, en particular) y sensualistas. Allí entró en contacto con los musicólogos Giovanni Battista Martini y Antonio Eximeno, e investigó la evolución del teatro musical italiano, publicando Le rivoluzioni del teatro musicale italiano, "La revolución del teatro musical italiano" (Bolonia, 1783), que alcanzó un gran éxito y le hizo conocido a escala europea. Arteaga propugna unificar poesía y música, escenificación y pantomima en un todo armónico que conduzca a la creación de un espectáculo sintético de todas las bellas artes. Tras estar un tiempo en Venecia, donde conoció al liberal venezolano Francisco de Miranda, marchó en 1786 a Roma protegido por el diplomático José Nicolás de Azara, a quien había dedicado la obra, fue nombrado bibliotecario del mismo y preparó con otros eruditos una edición de obras completas de Horacio e imprimió sus Investigaciones filosóficas sobre la belleza ideal considerada como objeto de las artes de imitación (Madrid, 1789), un importantísimo tratado de Estética que se enfrenta al Neoclasicismo al defender que el poder de la razón no es absoluto, sino que está modificado por el sentimiento y el gusto humanos, con lo que anticipa ya el Romanticismo. De hecho, sus ideas aparecen citadas y resumidas en los Principios de retórica y poética de Francisco Sánchez Barbero, impresos en 1805. Acompañó a Azara en sus viajes y, cuando el papa fue desterrado, marcharon a París, donde le sorprendió la muerte el 30 de octubre de 1799.

## Obras
- Obra completa castellana, ed. de Miguel Batllori, Madrid: Espasa-Calpe, 1972.
- Disertaciones sobre el ritmo, 1780.
- Le rivoluzioni del teatro musicale italiano, (Bolonia, 1783); traducida al alemán en 1789 y al francés en 1802.
- Investigaciones filosóficas sobre la belleza ideal considerada como objeto de las artes de imitación (Madrid, 1789)
- Del ritmo sonoro e del ritmo muto nella musica degli antichi, Madrid: CSIC (Instituto de Arte y Arqueología "Diego Velázquez" Sección de Estética), 1944.
- Dialoghi tra il Sig. Stefano de Arteaga e Andrea Rubbi in difesa de la letteratura italiana, Venezia: Antonio Zatta e Figli, 1786.
- Lettere al Signor G.B.C. intorno la traduzione d'Omero dell'Ab. Cesarotti, 1787.
- In funere Caroli III Hispaniarum regis catholici oratio, ex regio typographeo, 1789.
- Lettera la Gio:Battista Bodoni intorno alla censura del Cav. Vannetti accademico fiorentino contro l'Edizione parmense dell'Orazio del MDCCXCI (1791), Crisopoli, 1793.
- Della influenza degli arabi sull' origine della poesia moderna in Europa: dissertazione, nella Stamperia Pagliarini, 1791.
- Breve noticia de Gonzalo Perez, padre del célebre Antonio Pérez: escrita por el jesuita Esteban de Arteaga y Lopez, 1842; 1848.
- "Del gusto presenta in letteratura italiana"
- Carta de don Esteban de Arteaga à don Antonio Ponz... sobre la filosofía de Píndaro, Virgilio, Horacio y Lucano: que sirve de respuesta á un artículo de cierto diarista holandés, publicado en febrero de 1788 Madrid: en la imprenta de la viuda de Ibarra, 1789.
- Difesa della musica moderna e de' suoi celebri esecutori, ed. de Vincenzo Manfredini, Editions Minkoff, 1972.
- "Pinturas de Antonio Allegri, nombrado el Corregio, existentes en Parma en el monasterio de San Pablo"